# Marutei Tsurunen
Marutei Tsurunen (ツルネン マルテイ or 弦念 丸呈, Tsurunen Marutei) és el primer europeu i l'únic japonès d'origen estranger membre de la Dieta del Japó. És membre del Partit Democràtic del Japó, on milita com a Director General del Departament Internacional.